# ماریکا شوپوسکا
ماریکا شوپوسکا (چکی: Marika Šoposká؛ ‏ ۱۲ نوامبر ۱۹۸۹) بازیگر اهل جمهوری چک بود. وی از سال ۱۹۹۷ میلادی تاکنون مشغول فعالیت بوده‌است.
از فیلم‌ها یا برنامه‌های تلویزیونی که وی در آن نقش داشته‌است، می‌توان به لیدیتسه، فرشته تبهکار، من، اولگا هپناروا و ساختمان پزشکان در باغ رز اشاره کرد.